# 馬紹爾群島
马绍尔群岛共和国 通稱马绍尔群岛、马绍尔（英語：Marshall Islands），是位於北太平洋的島嶼國家。马绍尔群岛是密克罗尼西亚群岛的一部分，土地面積为181平方公里，海域面積達兩百多萬平方公里，人口为68,480人，分散定居在由1,156个岛屿组成的34个珊瑚环礁上。与之在海上相邻的地区分别是北部的威克島，南部的諾魯，西部的密克罗尼西亚联邦和东南部的基里巴斯。人口最多的环礁为馬久羅，亦为马绍尔群岛的首都。
公元前两千年左右，密克罗尼西亚人陆续到马绍尔群岛定居，他们借助由木棒编织的浮网在岛屿间航行。欧洲人在16世纪20年代发现马绍尔群岛，西班牙探险家阿隆索·萨拉萨尔于1526年8月在海上看到这一环礁。随后其他西班牙和英国探险家也陆续发现了这一岛屿。马绍尔群岛的名称源于英国探险家约翰·马歇尔。1874年，马绍尔群岛成为了西屬東印度群島的一部分。1884年这些岛屿被出售给德国，并在1885年成为德屬新幾內亞的一部分。日本在第一次世界大战中占领了马绍尔群岛，并于1919年由國際聯盟将其正式移交日本，马绍尔群岛因此受日本南洋廳管辖。第二次世界大战中，美国在吉爾伯特及馬紹爾群島戰事中占领了该群岛，並在該群島的比基尼環礁中進行了許多核實驗，對該群島造成無法彌補的環境損害。战后，马绍尔群岛与其他的太平洋群岛一同受美国治理的太平洋群岛托管地管辖。1979年马绍尔群岛實施自治，并于1986年和美国签署《自由联合协定》而获得独立主权。
马绍尔群岛是一个总统制共和国，并与美国达成自由联合关系。美国提供马绍尔群岛的国防、资金和社会服务。由于岛上天然资源并不丰富，马绍尔群岛的经济依赖于服务业以及部分渔业和农业。其国内生产总值的很大一部分来自美国的援助。马绍尔群岛采用美元作为货币。马绍尔群岛的大多数公民具有马绍尔血统，小部分移民来自菲律宾及其他太平洋岛屿。马绍尔群岛的两种官方语言是马绍尔语和英语。几乎全体国民信仰宗教，约四分之三的国民加入联合基督教会 - 马绍尔群岛公理会（UCCCMI）或神召会。

## 歷史

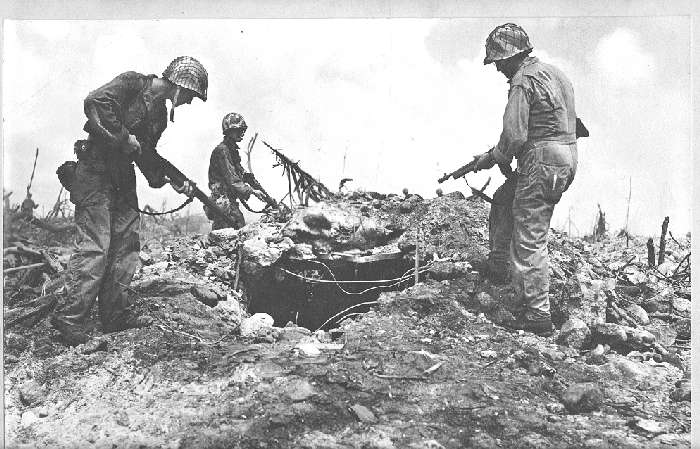
1944年，美軍在瓜加林環礁檢查一個敵人碉堡

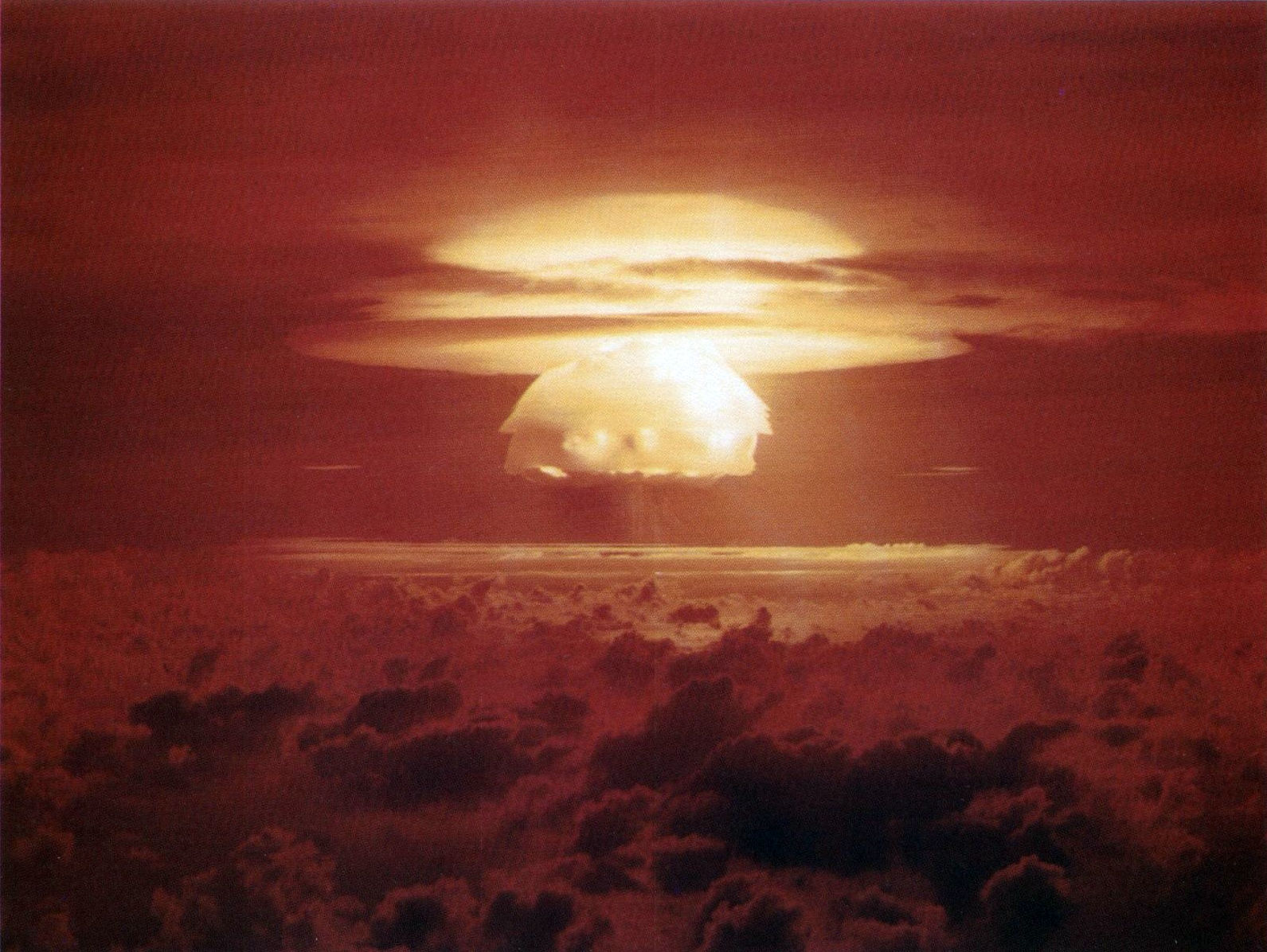
美國在馬紹爾群島上進行核子試爆

- 1885年，德國佔領馬紹爾群島，屬德屬新幾內亞保護，第一次世界大战時被日本佔領，後由日本託管。
- 1944年，美国攻佔馬紹爾群島，戰後联合国委由美國進行託管，成為太平洋群島託管地其中一區。
- 1946年至1968年間，美國建立太平洋试验场，曾於馬紹爾群島上進行多達66次的核子試爆。
- 1979年，馬紹爾群島否決《密克罗尼西亚联邦憲法》公投，自行成立自治政府和準備建國。
- 1986年，與美國簽訂《自由聯合條約》，同年10月21日宣布獨立。
- 1991年，联合国終止美國託管，接納馬紹爾群島共和國為聯合國會員國。

## 地理

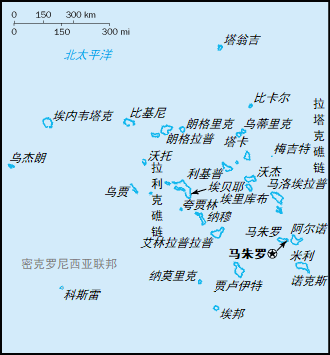

馬紹爾群島共計有29座環礁及5座偏遠島嶼，地理上分為東面的拉塔克（日出）島鏈和西面的拉利克（日落）島鏈，两部分中间相隔约208公里。海拔平均高度2公尺。全國三分二人口住在馬久羅和伊拜（Ebeye）兩環礁的島上。海岸线长370.4公里。属热带气候，年均气温27℃，年均降水量为3,350毫米，5-11月为雨季，12月-翌年4月为旱季。

## 行政區劃
馬紹爾群島未正式劃分行政區，但可分為26個立法選區（legislative districts）。

## 經濟

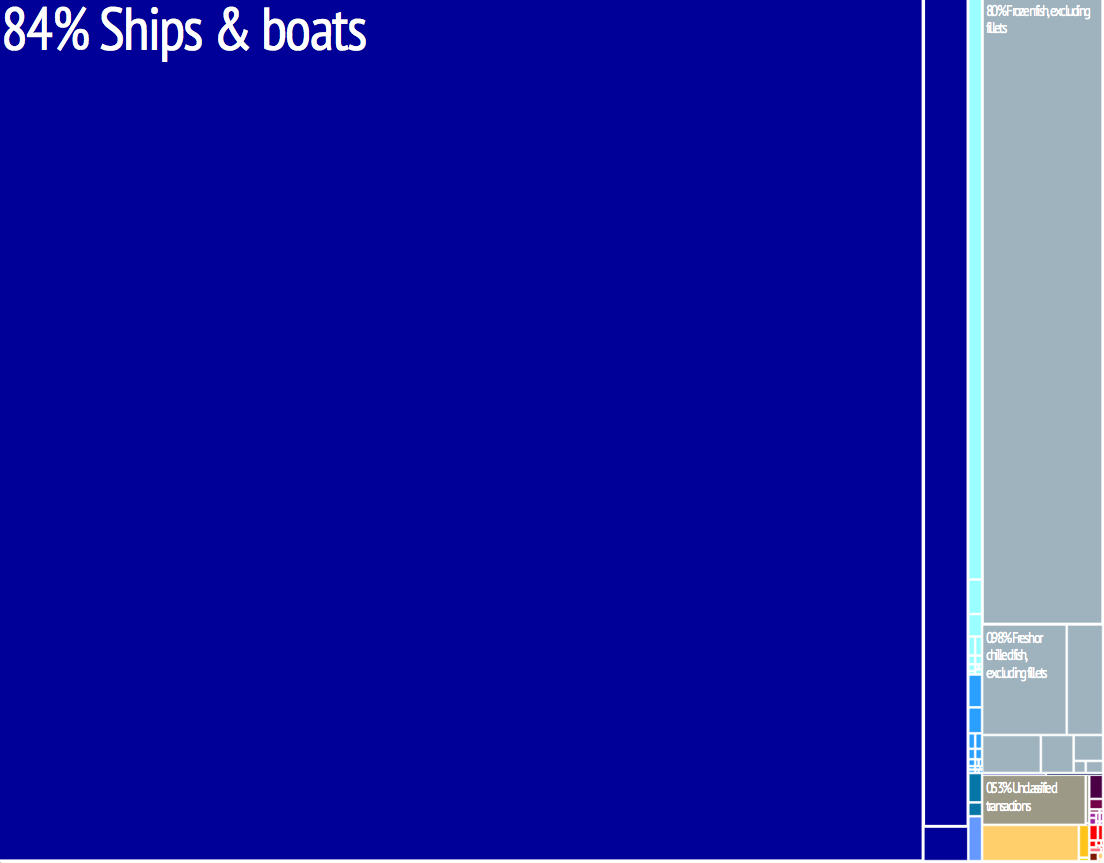
馬紹爾群島的產品出口在28個顏色編碼的類別的圖形化描述

國內約有6萬人，以漁業和农业為主，海域內富有鈷殼和錳結核等資源，魚產豐富。出口貨品主要為冷凍魚、椰子產品及加工品和土產的手工藝品等。
- 主要進口項目：食品、機械設備、燃料、一般民生用品、菸草
- 主要進口來源：美國、日本、澳大利亞、紐西蘭、新加坡、斐濟、中華民國、菲律賓
- 主要出口項目：椰子油、椰乾餅及手工藝品、魚
- 主要出口市場：美國、日本、澳大利亞、中华人民共和国
- 主要港口及自由貿易區：馬久羅島、馬久羅環礁

## 交通
位於首都馬久羅的馬紹爾群島國際機場是主要機場。马绍尔岛上有卫星通讯设备。首都有可供波音707、727和737飞机起降的机场。马绍尔群岛航空公司有定期飞往国内十个岛屿和邻近的南太平洋岛国。国内各主要岛屿之间均有客轮定期往来。首都马朱罗有深水码头。

## 军事
马绍尔群岛的军事地理位置十分重要。第二次世界大战期间，美国与日本曾在此进行过激烈的战斗。1946年至1962年期間，美国在群岛西北部的比基尼和埃克威托克两面三岛上进行过数十次核试验。夸贾林上设有美国的导弹军事基地。

## 政治
1979年3月宪法通过，5月1日生效。宪法规定马绍尔群岛实行总统制。馬紹爾群島總統为国家元首，也是政府首脑，由议会选举产生。
国会为一院制，由33名议员组成，任期四年。此外传统领袖（Iroji）在涉及土地、传统文化、社会风俗等问题上有重要发言权。

## 外交
馬紹爾群島迄今與全球90個國家保持正式外交關係，美国、日本、中華民國在馬紹爾群島設有大使館，菲律宾、以色列、土耳其在馬紹爾群島設有榮譽領事，馬紹爾群島亦於美國、日本、斐濟、臺灣設置大使館。
海外的馬紹爾群島公民如在沒有大使館的地區需要急難救助，可以向當地的美國大使館提出協助，美國大使館應提供馬紹爾公民與美國公民相同的對待。

### 與美国關係

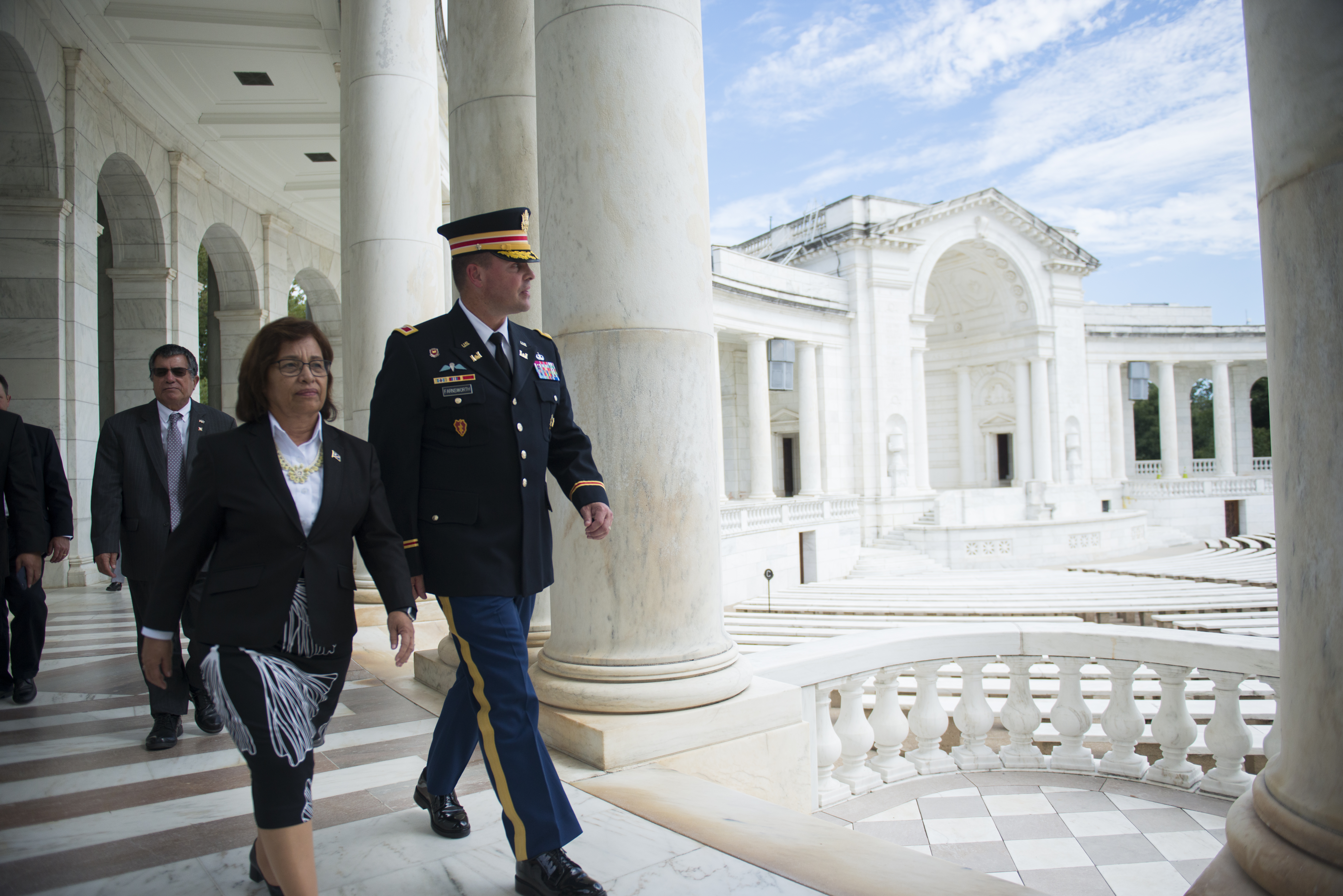
2017年9月，馬紹爾群島的首位女總統希爾達·海妮參訪美國維吉尼亞州阿靈頓國家公墓

馬紹爾群島被美國託管近40年，至今仍與美國關係密切。
馬紹爾群島使用美元，各種現代商品均相當依賴美國進口。根據《自由聯繫條約》規定，馬紹爾群島軍事防衛任務交由美國執行，國民也可參加美國軍隊。另外，馬紹爾群島國民也可自由進出美國和在美居住、就業和就學，無需簽證（但犯事者可被美國驅逐）。馬紹爾群島的對外郵政由美國郵政負責，郵資也根據美國標準，寄往帕劳、密克羅尼西亞聯邦、美國各州、屬地和軍事外交駐地的郵件均按國內郵資計算。
《自由聯繫條約》也規範美國對馬紹爾群島政府的各項財政支援，以及美國陸軍租借夸贾林環礁的條件等。因為各項的支援和撥款項目，美國對馬紹爾群島的事務主要由內政部的島嶼事務辦公室（而非國務院）負責。

### 與中华民国關係

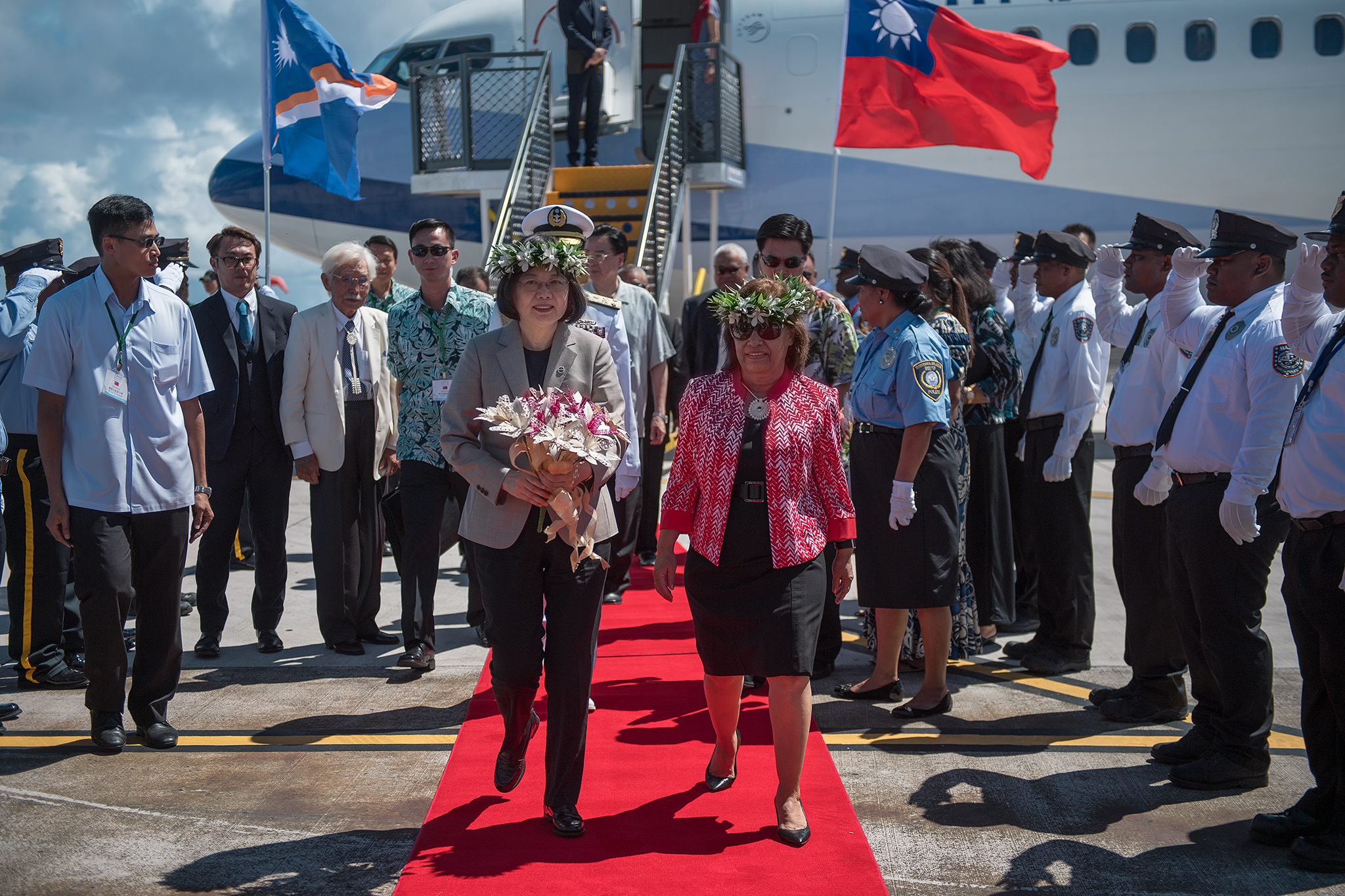
2017年10月，時任總統希爾達·海妮與中華民國總統蔡英文在馬紹爾群島會面

馬紹爾群島曾在1990年11月16日與中華人民共和國政府方面建交，1998年11月20日馬紹爾群島轉而承認臺灣的中華民國政府，次月與中華人民共和國政府斷交，馬紹爾是中華民國政府現今12個邦交國之一。

## 外部連結
- 太平洋试验场 （英文）
- 馬紹爾群島總統府 （英文）
- 美國中情局世界概況—馬紹爾群島 （英文）
- 中華民國外交部—馬紹爾群島 （繁體中文）